# União das Forças da Resistência
União das Forças da Resistência (em francês:  Union des forces de la résistance, UFR) foi uma aliança de oito movimentos rebeldes do Chade, fundada em 2009.

## Composição
A União das Forças da Resistência surge de uma aliança de oito grupos rebeldes:
- União Democrática para a Mudança (UDC) de Abderaman Koulamallah
- Frente para a Salvação da República (FSR) de Ahmat Hassaballah Soubiane
- Reagrupamento das Forças para a Mudança (RFC) de Timan Erdimi
- União das Forças para a Democracia e o Desenvolvimento (UFDD) do general Mahamat Nouri
- União das Forças para a Mudança e a Democracia (UFCD) de Adoum Hassabalah
- União das Forças para a Democracia e o Desenvolvimento-Fundamental (UFDD-F) por Abdelwahid Aboud Makkaye
- Conselho Democrático Revolucionário (CDR) de Albadour Acyl Ahmat Achabach
- Frente Popular para o Renascimento Nacional (FPRN) de Adoum Yacoub Kougou.

Esta aliança foi firmada em meados de janeiro de 2009 em Hadjer Marfain, uma localidade no Sudão (Darfur), na fronteira com o Chade.
A UFDD do General Mahamat Nouri, no entanto, retiraria-se rapidamente desta coalizão.
Os membros da União das Forças da Resistência são principalmente compostos por dois povos: os Zaghawas e os Tamas.

## História
A União das Forças da Resistência foi fundada em 2009 no final da Guerra Civil do Chade (2005–2010).. Esta nova aliança, contudo, logo sofreria uma derrota decisiva na Batalha de Am Dam. Posteriormente, acordos de paz são concluídos e Omar al-Bashir, o presidente do Sudão, decide reconciliar-se com Idriss Déby e deixa de apoiar os grupos rebeldes chadianos.
A União das Forças da Resistência então se dissolve: alguns de seus membros aderem ao regime de Idriss Déby, outros se agrupam na Líbia ou na Seleka na República Centro-Africana. Timan Erdimi exila-se no Qatar em 2010.